# 扬州职业技术大学
扬州科技学院（筹），是位于江苏省扬州市的一所正在筹办中的公办普通本科高校，由扬州市职业大学与扬州教育学院合并而成，目前招生等工作仍以原单位名义进行。

## 历史

### 扬州市职业大学
- 1958年，建立扬州市机关干部业余大学。
- 1979年，改名扬州职工业余大学。
- 1983年，改名扬州市职工大学。
- 1984年，与江苏省冶金职工大学扬州冶金机械厂教学点合并，组建扬州市职工大学。
- 1992年，扬州市物资职工中专并入。
- 1995年，扬州市工艺美术学校并入。
- 1996年，扬州食品研究所并入。
- 2000年，江苏省扬州工业职业学校并入。
- 2002年，扬州职工学校并入。
- 2002年，扬州市广播电视大学并入。

### 扬州教育学院
- 1959年，扬州师范学院附设中学教师进修学校建立。
- 1960年，改名扬州专区教师进修学院。
- 1964年，改名扬州专区教育行政干部学校。
- 1980年，改名扬州地区教师进修学院。
- 1983年，改名扬州教育学院。
- 此后，扬州师范学院、高邮师范学院并入。

### 合并后
- 2006年，开始申请筹办扬州科技学院。[2]
- 2007年2月，批准扬州市职业大学、扬州教育学院合并，筹建扬州科技学院。
- 筹办期间，以扬州市职业大学为基础，挂“扬州科技学院（筹）”牌子，招生使用扬州市职业大学资格，其他工作一般以扬州科技学院（筹）名义。
- 2012年3月，扬州市环境资源职业技术学院跟扬州市职业大学合并。

## 专业设置
- 机电系
- 建筑系
- 信息工程系
- 经济管理系
- 外语系
- 生化工程系